# Kolderup-Rosenvinge
Slægten Kolderup-Rosenvinge føres tilbage til proprietær Peter Andreas Kolderup til Holten gård i Hevne, hvis søn, personel kapellan til Bodø Jesper Andreas Kolderup (1727-1767) ægtede Susanne Kaasbøll Rosenvinge (1738-1771), med hvem han havde sønnen, etatsråd, postdirektør Peder Andreas Rosenvinge Kolderup (1761-1824), der 1811 optoges i adelstanden med navnet Kolderup-Rosenvinge. Hans søn, retshistorikeren Janus Lauritz Andreas Kolderup-Rosenvinge (1792-1850) var fader til Vilhelmine Susanne Kolderup-Rosenvinge (1823-1888), gift med stiftsprovst Peter Conrad Rothe (1811-1902), og til vandbygningsdirektør, oberstløjtnant Valdemar Kolderup-Rosenvinge (1828-1889), af hvis børn skal nævnes botanikeren Janus Lauritz Andreas Kolderup Rosenvinge (1858-1939), med hvem denne slægts mandslinje uddøde, og Barbara Abigaél Kolderup-Rosenvinge (1856-1909), gift med overlæge og professor Richard August Simon Paulli (1846-1911).